# Chiesa di Sant'Antonio Abate (Tavagnacco, Feletto Umberto)
La chiesa di Sant'Antonio Abate è la parrocchiale di Feletto Umberto, frazione di Tavagnacco, in provincia ed arcidiocesi di Udine; fa parte del vicariato urbano di Udine.

## Storia
A Feletto già nel XII secolo esistevano diversi oratori, dato che ogni borgata era dotata di una cappella.
Nel 1593 è attestata la presenza di una chiesa presso la quale sorgeva il camposanto; di tale edificio di conserva una descrizione, contenuta nella relazione della visita pastorale del 28 ottobre 1601 di monsignor Agostino Bruno.
Successivamente, il patriarca di Aquileia Giovanni Dolfin autorizzò gli abitanti del paese di ingrandire la chiesa.
All'inizio del XVIII secolo la vecchia chiesa non era più adatta a soddisfare le esigenze della popolazione e, così, si pensò di demolirla per farne sorgere al suo posto una più capiente; la concessione di radere al suolo l'edificio fu data il 3 giugno 1721.
L'attuale parrocchiale venne poi portata a termine nel 1751 e consacrata il 22 agosto di quello stesso anno dal patriarca di Aquileia Daniele Dolfin.
Tra il 1852 e il 1857 fu edificata dal capomastro Giuseppe Feruglio la canonica.
Nel 1935 il campanile, che sorgeva presso la canonica, dovette essere demolito per motivi di viabilità; quello nuovo fu solo progettato ma mai costruito a causa dello scoppio della seconda guerra mondiale. Ad oggi le tre campane che si trovavano sul campanile (fuse da Giovanni Battista De Poli di Udine nel 1929) sono poste su un traliccio davanti alla facciata della chiesa.
Nel 1976 il terremoto del Friuli danneggiò la chiesa, che venne restaurata tra il 1984 e il 1986 su progetto dell'ingegnere udinese Giannantonio Gross.

## Descrizione

### Facciata
La facciata della chiesa è tripartita da quattro lesene poggianti su degli alti basamenti e sorreggenti la trabeazione e il timpano di forma triangolare, all'interno del quale s'apre un oculo.
Nell'intercolumnio centrale è presente il portale, caratterizzato da un timpano curvilineo, sopra il quale si apre una finestra rettangolare in cui è inserito un Crocifisso.
Ai lati della facciata vi sono due corpi dotati di una porta ciascuno che costituiscono, quello di sinistra, un corridoio che mena alla sagrestia, mentre quello di destra un ambiente di servizio.

### Interno
L'interno dell'edificio, che si compone di un'unica navata sulla quale si aprono delle nicchie in cui sono ospitati gli altari laterali, è ritmato da delle lesene composite sorreggenti un cornicione; l'aula termina con il presbiterio, rialzato di tre gradini e a sua volta chiuso dall'abside di forma semicircolare.
L'opera di maggior pregio qui conservata è la pala raffigurante San Giuseppe e Sant'Ermacora mentre viene consacrato da San Pietro, eseguita nel XIX secolo da Giuseppe Ghedina.